# Кривко Яким Олександрович
Яким Олександрович Кривко (нар. 21 вересня 1903, с. Котлів на Полтавщині (тепер Чорнобаївського району Черкаської області) — пом. 14 жовтня 1980, м. Глухів, Сумська область, Українська РСР, СРСР) — український краєзнавець, історик та педагог, учасник німецько-радянської війни.

## Життєпис
Яким Кривко народився 21 вересня 1903 року в селі Котлів на Полтавщині (тепер Чорнобаївського району Черкаської області). Однак, нині це село не існує, бо було затоплене водами Кременчуцького водосховища у 1959-1960-х роках).
Після закінчення школи у 1920-ті роки закінчив у Золотоноші вищі педагогічні курси, а потім вступив на історико-філологічний факультет Київського інституту народної освіти. Після закінчення цього закладу вищої освіти в 1929 році в буремні роки колективізації викладав українську мову та літературу в школах та технікумах на Полтавщині, Чернігівщині. Саме в цей час почав займатись краєзнавством.
З початком німецько-радянської війни 38-річного педагога було мобілізовано до лав Червоної армії. Повернувшись до мирного життя Яким Олександрович переїхав до Глухова. У 1951—1964 роках працював викладачем української мови і літератури Глухівського учительського та педагогічного інститутів, а згодом у технікумі механізації сільського господарства.

## Краєзнавча діяльність
В цей час Яким Кривко активно публікувався на сторінках районної газети «Народна трибуна» та інших «районках» й обласних виданнях на краєзнавчу тематику та з історії літературної спадщини. Зокрема, в 1957 році він став автором першого ґрунтовного дослідження «З історії Глухова», в 1961 році — «З історії заселення нашого краю», а в 1963 році — дослідив джерельну базу історії Глухівщини та в 1972 році «Глухів у літописах та архівних джерелах». Також дослідник вперше познайомив жителів міста та району з історією Глухівщини різних історичних періодів (зокрема, «Події російсько-шведської війни 1708—1709 років у нашому краї» в 1959 році, «Як з'явилася картопля на Глухівщині» в 1961 р., про заснування Глухівської бібліотеки в 1964 р., «З музичної спадщини Глухова» в 1965 р., «Глухівщина за 50 років» у 1967 р., «Новгород-Сіверський і Глухів» та «Путивль і Глухів» у 1971 р., «Глухівській пошті — 300 років» у 1972 р., «Декабристи і Сумщина» в 1975 р., «Городища — слов'янські поселення» у 1978 р.) та життєписами видатних, але не відомих за радянської влади земляків. Так, на початку 1960-х років розповів про композиторів з Глухова М. Березовського (1965, 1968, 1977), Д. Бортнянського (1968, 1975), Ю. Шапоріна (1968) та художників А. Лосенка, Г. Нарбута (1966, 1968), М. Мурашка (1968), В. Мохова (1968) та К. Ломикіна (1969, 1974), істориків М. Маркевича (1964), І. Кулжинський (1968), Ф. Уманця (1968), Ф. Ернста (1968), В. Романовського (1969) та О. Марковича (1968) або діяльність архітектора А. Квасова у Глухові (1966, 1968) чи мемуаристів М. Ханенка або Я. Марковича (1968) та письменника Л. Цвейфеля (1968) й поета О. Палажченка (1969), актора Л. Тарабаринова (1977), етнографа П. Литвинової-Бартош (1968) та ученого М. Філоненка-Бородича (1975).
Найціннішим за визначенням дослідників в науковій краєзнавчій діяльності Якима Кривка стала розроблення в 1959 році кольорового плакату «Зв'язки письменників з Сумщиною», який було видано у Харківському книжковому видавництві. Він був ілюстрований портретами письменників та доповнений довідковими матеріалами. Розширивши зібрану інформацію відомий краєзнавець у 1963 році виступив з публічною доповіддю на тему «Літературна географія Сумщини» в Сумах.
У дослідника було широке коло дослідницьких інтересів. Він писав про перебування у Глухові С. Васильченка (1964, 1968), Т. Шевченка (1961, 1964, 1968), А. Лосенка (1968), Я. Журби (1965, 1968), Л. Барановича (1968), М. Гоголя (1964, 1968), Г. Сковороди (1968, 1972), М. Ломоносова (1961, 1965), М. Глінки (1968), Петра І (1966), Ю. Смолича (1975), Д. Фонвізіна (1968), К. Ушинського (1974) тощо.

### Вибрані праці
- Кривко Я. Литературная география Сумщины // Культурно-просветительная работа.- 1951.- № 12.
- Кривко Я. Літературна географія Глухівщини // Літературна газета. — 1954. — 3 червня.
- Кривко Я. Воспитательное значение краеведческого материала // Специальное среднее образование.- 1956.- № 6;
- Кривко Я. Безграмотні таблички на пам'ятках архітектури // Радянська культура. — 1956. — 12 грудня;
- Кривко Я. Перебування М. В. Гоголя на Глухівщині. //За перемогу. — 1957. — 7 березня.
- Кривко Я. Історичні пам'ятки та пам'ятні місця Глухова // За перемогу. — Глухів, 1957. — 19 липня.
- Кривко Я. Літературно-краєзнавча карта Сумщини // Радянська культура. — 1958. — 23 березня.
- Кривко Я. Зв'язки білоруського поета Янки Журби з Україною і Глуховом // За перемогу. 1958, 13 червня.
- Кривко Я. Історичні пам'ятки та пам'ятні місця Сумського району // Вперед. — Глухів. — 1959. — 23 січня.
- Кривко Я. Написати історію рідного краю // Український історичний журнал. — 1961. — № 4.
- Кривко Я. Перебування Гоголя на Глухівщині //Народна трибуна.- 1964.- 2 квітня.
- Кривко Я. Про що розповідають назви… // Народна трибуна.- 1965.- 30 березня.
- Кривко Я. Герой Радянського Союзу Глухівщини. //Народна трибуна. — 1965. — 3 квітня.
- Кривко Я. Охороняти пам'ятки історії та культури // Народна трибуна. — Глухів. — 1965. — 31 серпня.
- Кривко Я. Поет В. М. Забіла // Ком. праця. — 1968. — 10 лютого.
- Кривко Я. Лосенко А. П.: Видатний російський художник, відомий діяч культури XVIII століття. // Народна трибуна .- 1968. — 2 березня.
- Кривко Я. М. І. Мурашко: Літературно-мистецька географія Глухівщини.// Народна трибуна.- 1968.- 5 вересня.
- Кривко Я. Учені — наші земляки // Прапор Жовтня. — 1970. — 7 липня. — С. 4.
- Кривко Я. О. З історії партизанського руху нашого краю // Народна трибуна. — 1971. — 17 серпня. — С. 4.
- Кривко Я. Родом з Кам'янця-Подільського: Наші славетні // Прапор Жовтня (Кам'янець-Подільський). — 1973. — 28 грудня. — С. 4.

## Смерть
Остання публікація дослідника вийшла 27 вересня 1979 року в газеті під назвою «Історія академії наук». Загалом Яким Кривко за своє творче життя створив та опублікував понад півтисячі газетних статей про видатних діячів Глухівщини — краю, який для нього став рідним, а також з історії науки, літератури, культури, мистецтва та охорони пам'яток. Помер Яким Кривко він 14 жовтня 1980 року. Похований у Глухові.